# Chris Mears
Chris Mears (ur. 7 lutego 1993) – brytyjski skoczek do wody, mistrz olimpijski z Rio de Janeiro 2016, olimpijczyk z Londynu 2012 i mistrz Europy.

## Udział w zawodach międzynarodowych
| Impreza                       | Rok  | Miejsce        | Konkurencja                            | Wynik  | Wynik   |
| Impreza                       | Rok  | Miejsce        | Konkurencja                            | Punkty | Miejsce |
| ----------------------------- | ---- | -------------- | -------------------------------------- | ------ | ------- |
| Igrzyska olimpijskie          | 2012 | Londyn         | trampolina 3 m indywidualnie           | 439.75 | 9.      |
| Igrzyska olimpijskie          | 2012 | Londyn         | trampolina 3 m synchronicznie mężczyzn | 432.60 | 5.      |
| Igrzyska olimpijskie          | 2016 | Rio de Janeiro | trampolina 3 m synchronicznie mężczyzn | 454.32 | złoto   |
| Mistrzostwa świata w pływaniu | 2011 | Szanghaj       | trampolina 1 m indywidualnie           | 361.20 | 14.     |
| Mistrzostwa świata w pływaniu | 2011 | Szanghaj       | trampolina 3 m indywidualnie           | 371.10 | 29.     |
| Mistrzostwa świata w pływaniu | 2011 | Szanghaj       | trampolina 3 m synchronicznie mężczyzn | 403.68 | 7.      |
| Mistrzostwa świata w pływaniu | 2013 | Barcelona      | trampolina 1 m indywidualnie           | 333.30 | 16.     |
| Mistrzostwa świata w pływaniu | 2013 | Barcelona      | trampolina 3 m indywidualnie           | 348.15 | 31.     |
| Mistrzostwa świata w pływaniu | 2013 | Barcelona      | trampolina 3 m synchronicznie mężczyzn | 391.53 | 8.      |
| Mistrzostwa świata w pływaniu | 2015 | Kazań          | trampolina 3 m indywidualnie           | 422.50 | 15.     |
| Mistrzostwa świata w pływaniu | 2015 | Kazań          | trampolina 3 m synchronicznie mężczyzn | 445.20 | brąz    |
| Mistrzostwa świata w pływaniu | 2017 | Budapeszt      | trampolina 3 m synchronicznie mężczyzn | 418.20 | 4.      |
| Mistrzostwa Europy w pływaniu | 2010 | Budapeszt      | trampolina 3 m synchronicznie mężczyzn | 398.37 | 5.      |
| Mistrzostwa Europy w pływaniu | 2012 | Eindhoven      | trampolina 3 m indywidualnie           | 417.45 | 8.      |
| Mistrzostwa Europy w pływaniu | 2012 | Eindhoven      | trampolina 3 m synchronicznie mężczyzn | 390.84 | 5.      |
| Mistrzostwa Europy w pływaniu | 2014 | Berlin         | trampolina 3 m synchronicznie mężczyzn | 391.98 | 5.      |
| Mistrzostwa Europy w pływaniu | 2016 | Londyn         | trampolina 3 m synchronicznie mężczyzn | 456.81 | złoto   |
| Mistrzostwa Europy w pływaniu | 2018 | Glasgow        | trampolina 3 m synchronicznie mężczyzn | 430.62 | srebro  |